# Carlos Galán
Carlos Walter Galán Barry (Nueve de Julio, 31 de mayo de 1925 - La Plata, 25 de enero de 2003) fue un sacerdote católico argentino, sexto arzobispo de La Plata, entre 1991 y 2000.

## Biografía
Fue el segundo hijo de Germán Galán Barcia y Brígida Barry, y cursó sus estudios en su ciudad natal. Inició la carrera de medicina en la Universidad de Buenos Aires, que luego abandonó para estudiar en el seminario de la capital argentina. Fue ordenado sacerdote en la catedral de Buenos Aires el 19 de septiembre de 1953 por monseñor Antonio Rocca, obispo auxiliar de la arquidiócesis de Buenos Aires.
Fue subprefecto del seminario porteño y luego ayudante del párroco de las parroquias de La Candelaria y de Santa Elena, en la ciudad de Buenos Aires, para después pasar a San Isidro como secretario del obispo Antonio María Aguirre y luego ser trasladado a la diócesis de Goya, en la provincia de Corrientes, como vicario general. Desde 1966 fue subsecretario y luego secretario general de la Conferencia Episcopal Argentina, hasta el año 1987. Colaboró con los obispos argentinos en la Conferencia General del Consejo Episcopal Latinoamericano en Puebla, en el año 1979.
El 11 de febrero de 1981, el papa Juan Pablo II lo nombró obispo titular in partibus infidelium de Cediae y obispo auxiliar de la diócesis de Morón. Fue consagrado el 25 de marzo de 1981 en la catedral de Morón por el cardenal Raúl Primatesta, cooficiando los obispos Justo Laguna y Jorge Carlos Carreras. La Conferencia Episcopal Argentina lo nombró su representante permanente ante el Consejo Episcopal Latinoamericano.
El 8 de mayo de 1991 fue nombrado arzobispo de La Plata, tomando posesión del cargo el 27 de julio de 1991. Participó de la Asamblea General del Episcopado Latinoamericano de Santo Domingo del año 1992. Completó las obras de la catedral de La Plata, en especial de su cúpula. Aunque no se consideraba un buen obispo, era muy respetado por el resto del clero y sus feligreses. Tuvo una gran actuación sosteniendo la actividad de la Acción Católica Argentina.
Renunció a su cargo por edad el 12 de junio de 2000. Posteriormente fue elegido presidente de la Comisión Episcopal de Reclamos, miembro de honor de la Junta de Historia Eclesiástica Argentina y miembro del Consejo de Asuntos Jurídicos de la Conferencia Episcopal.
En sus últimos años residió en el seminario de La Plata, donde falleció el 24 de enero de 2003, a los 78 años de edad. Su muerte tuvo lugar repentinamente, en medio de una charla con otros sacerdotes; repentinamente se desplomó y falleció en el acto. Sus restos descansan en la catedral de La Plata desde enero de 2007.